# Debbie Combs
Debbie Combs, pseudonimo di Deborah Ann Szostecki (Nashville, 18 aprile 1959), è un'ex wrestler statunitense.
Sua madre, Cora Combs, era anch'essa una lottatrice professionista.

## Carriera

### Inizi
Esordì nel wrestling all'età di 16 anni nella International Championship Wrestling di proprietà di Angelo Poffo, partecipando ad una seven-women battle royal dove fu la prima ad essere eliminata. In questo periodo ebbe una relazione sentimentale con Randy Savage che durò 5 anni.

### World Wrestling Federation e National Wrestling Alliance
Nel biennio 1986-1987 Combs lavorò nella World Wrestling Federation, dove sfidò senza successo The Fabulous Moolah e Sherri Martel per il WWF Women's Championship.
Lottò anche nella National Wrestling Alliance dove vinse l'NWA World Women's Championship. Originariamente conquistò la cintura vincendo una battle royal a Honolulu, Hawaii, nella primavera del 1986. Ad un certo punto, non fu più riconosciuta campionessa e dovette sconfiggere Penny Mitchell il 10 aprile 1987 a Kansas City per diventare nuovamente campionessa. La Music City Wrestling di Kansas City si staccò dalla NWA nel 1987 e chiuse nel 1988. La NWA rese vacante il titolo della Combs e consegnò a Misty Blue Simmes l'NWA United States Women's Championship (in sostituzione dell'NWA World Women's Championship che era in possesso della Combs). Combs sfidò Simmes a un match per il titolo nella federazione Delta Tiger Lilies nel 1989, ma Simmes non poté accettare a causa di un infortunio al braccio che aveva riportato in precedenza.

### American Wrestling Association
Negli anni ottanta lavorò anche nella American Wrestling Association. Inizialmente lottò contro Sherri Martel come babyface, ma successivamente divenne una heel e formò un tag team con Madusa Miceli. Il duo ebbe una rivalità con Heidi Lee Morgan & Brandi Mae.

### Ritorno in WWF e World Championship Wrestling
Dopo aver lasciato la promozione, nel 1994 tornò nella WWF per sfidare Alundra Blayze. Affrontò Blayze a Wrestling Challenge e avrebbe dovuto affrontarla nuovamente a WrestleMania X, ma fu sostituita da Leilani Kai.
A metà anni novanta lottò per breve tempo anche nella World Championship Wrestling. Durante questo stint, il 31 marzo 1997 a WCW Monday Nitro, fu sconfitta dalla campionessa WCW Women's Akira Hokuto.

### Women's Pro Wrestling
Sempre nei primi anni novanta, fu inoltre presidente e booker della Women's Pro Wrestling, una federazione regionale tutta al femminile. Nella compagnia lottarono all'epoca "Awesome" Ondi Austin, Babyface Nellie, Bambi, Candi Devine, Denise Storm, Jackie Moore, Lady Justice, Lisa Starr, Malia Hosaka, Olympia Hartauer, Peggy Lee Leather, Penelope Paradise, Penny Mitchell, Sandy Partelow, Susan Green e Velvet McIntyre.

### Ritiro
Sin dal suo ritiro dal ring nel 1998, lavorò come impiegata presso l'ufficio dello sceriffo della contea di Davidson a Nashville.

## Titoli e riconoscimenti
- American Wrestling Federation
  - AWF Women's Championship (1)[8]
- Cauliflower Alley Club
  - Other honoree (1992)
- International Wrestling Association
  - IWA Women's Championship (3)[8]
- NWA Central States Wrestling
  - NWA World Women's Championship (1)
- Music City Wrestling
  - MCW Women's Championship (1)
- North American All-Star Wrestling
  - NAASW Women's Championship (1)
- Peach State Wrestling
  - NWA World Women's Championship (1)[8]
- Professional Wrestling Hall of Fame and Museum
  - Classe del 2020
- Southern States Wrestling
  - NWA World Women's Championship (1)
- St. Louis Wrestling Hall of Fame
  - Classe del 2019
- Ultimate Championship Wrestling
  - UCW Women's Championship (1)
- United States Wrestling Association
  - USWA Women's Championship (2)[9]
- World Wrestling Alliance
  - WWA Women's Championship (1)
- Altri titoli
  - AAWF Ladies' Championship (1)
  - SSWF Women's Championship (1)
  - WWWA Women's Championship (1)